# ديبي هاري
ديبرا آن «ديبي» هاري (بالإنجليزية: Debbie Harry) (ولدت 1 يوليو، 1945) هي فنانة تسجيل ومغنية وممثلة أمريكية. إنشهرت هاري كالمطربة الرئيسية في فرقة بلوندي (Blondie). سجلت أيضا خمس ألبومات بمفردها، وجلبن لها بعض النجاح، كما سجلت ألبوما كعضو في مجموعة جاز باسنجرس (Jazz Passengers) وقد مثلت هاري في أكثر من ثلاثين فيلما وبعض البرامج التلفازية. يهودية الاصل

## أهم الأعمال الموسيقية
- 1981: Koo Koo
- 1986: Rockbird
- 1989: Def, Dumb and Blonde
- 1993: Debravation
- 2007: Necessary Evil

## أهم أعمالها مع فرقة بلوندي
- 1976: Blondie
- 1977: Plastic Letters
- 1978: Parallel Lines
- 1979: Eat to the Beat
- 1980: Autoamerican
- 1982: The Hunter
- 1999: No Exit
- 2003: The Curse of Blondie

## روابط خارجية
- ديبي هاري على موقع IMDb (الإنجليزية)
- ديبي هاري على موقع ميتاكريتيك (الإنجليزية)
- ديبي هاري على موقع الموسوعة البريطانية (الإنجليزية)
- ديبي هاري على موقع روتن توميتوز (الإنجليزية)
- ديبي هاري على موقع قاعدة بيانات الأفلام العربية
- ديبي هاري على موقع قاعدة بيانات الأفلام العربية
- ديبي هاري على موقع ألو سيني (الفرنسية)
- ديبي هاري على موقع ميوزك برينز (الإنجليزية)
- ديبي هاري على موقع رولينغ ستون (الإنجليزية)
- ديبي هاري على موقع أول موفي (الإنجليزية)